# Жилибер, Жан Эммануэль
Жан Эммануэль Жилибер (фр. Jean Emmanuel Gilibert; 21 июня 1741, Лион — 2 сентября 1814) — французский медик, ботаник и биолог.

## Биография
Ж. Э. Жилибер родился 20 (21) июня 1741 года во Франции, в деревне Vallon de Saint-Clair вблизи Лиона. Его детство и отрочество прошли в родном доме, первичное домашнее образование он получил под руководством своего дяди — пастора Gemini. Уже с 12 лет мальчик начал проявлять интерес к изучению окружающей природы, собирать гербарий и минералогическую коллекцию.
Родители желали видеть своего сына в духовном сане, но молодой человек, наперекор их воле, в 1760 году поступает на медицинский факультет университета Монпелье. В начале 1763 года он с успехом защитил диплом бакалавра, а в августе — доктора медицины, представив своё сочинение «De nature medicatrice». Получив официальную медицинскую лицензию, занялся врачебной практикой вблизи Лиона.
В 1786 году назначен на должность профессора анатомии, хирургии и естественной истории в медицинском колледже Лиона. В своей медицинской работе Ж. Э. Жилибер широко применяет местные растения, деньги за лечение берёт только после выздоровления пациентов, а бедноту лечит бесплатно.
Помимо профессорской деятельности и медицинской практики он в 1768—1773 годах, используя старые рукописи, гербарии и другие биологические коллекции скрупулёзно изучает историю естествознания и природу родных мест.
Также принимает участие в общественной жизни города — входит в чиновничьи круги, примыкает к масонам, приобретает вес в политических кругах, что в дальнейшем даёт ему возможность получения денежных средств на работы по созданию в Лионе в квартале Бротто ботанического сада.
По просьбе Антония Тизенгауза в 1770-х годах XVIII приехал в Гродно для организации врачебной школы. Здесь он основал ботанический сад, открыл в 1775 году Врачебную академию (действовала до 1781 года). При академии работала аптека (ныне гродненская аптека-музей), рядом с которой находился аптекарский огород и возделывались лекарственные и пряно-ароматические растения.
Ж. Э. Жилибер вместе со своими учениками изучал природу Белоруссии и Литвы, собирал гербарий в окрестностях Гродно, Бреста, Белостока, Несвижа, Новогрудка, Вильно. Результатом этого явился труд «Flora lithaunica inchoata», в одном из разделов которого Жилибер даёт описание 95 видов лекарственных растений, приводит сведения о времени их цветения, обсуждает лекарственные свойства трав и применение их в быту.
В 1781 году по приглашению ректора Главной виленской школы Мартина Почобута, Ж. Э. Жилибер переехал в Вильнюс и стал первым профессором кафедры Естественной истории. При кафедре он организовал кабинет минералогии, коллекция которого насчитывала более 1000 минералов. В просторном дворе медицинской коллегии основал первый в Литве ботанический сад и оранжерею. Также в этот период он написал несколько трудов о фауне Литвы, в которых описал свои наблюдения за зубром, лосем, волком, бобром, болотной черепахой и т.д.
Из-за конфликта с местным духовенством профессор Жилибер был вынужден покинуть Вильнюс.
Написал статьи:
- Flora lithaunica inchoata (1781),
- Indagatores Naturæ in Lithuania (1781),
- Exercitium botanicum in Schola principe Universitatis Vilnensis peractum (1782),
- Exercitia phytologica (1792),
- Le Médecin naturaliste (1800).

Вернулся в Лион в 1783 году. Во время Великой французской революции был арестован якобинцами за принадлежность к жирондистам в 1793 году. В том же году освобождён.

## Память
- В честь Жана Эммануэля Жилибера назван главный гродненский городской парк — Парк Жилибера, который расположен на месте сада, заложенного учёным. В начале XXI века у центрального входа в парк был установлен бронзовый памятник Ж. Э. Жилиберу. Автор памятника — скульптор Владимир Пантелеев.

- Мемориальная доска в Вильнюсе на доме ул. Пилес 22. Во дворе именно этого дома профессор Жилибер основал ботанический сад. Также в 1999 году в этом дворе было посажено дерево в его честь.

- В Каунасе его именем названа улица Ž. E. Žilibero g., проходящая рядом с ботаническим садом Университета Витаутаса Великого.

- Его именем был назван род растений Gilibertia Ruiz & Pav. семейства Аралиевые (Araliaceae), в современной номенклатуре называемый Dendropanax Decne. & Planch..